# Mike Nichols

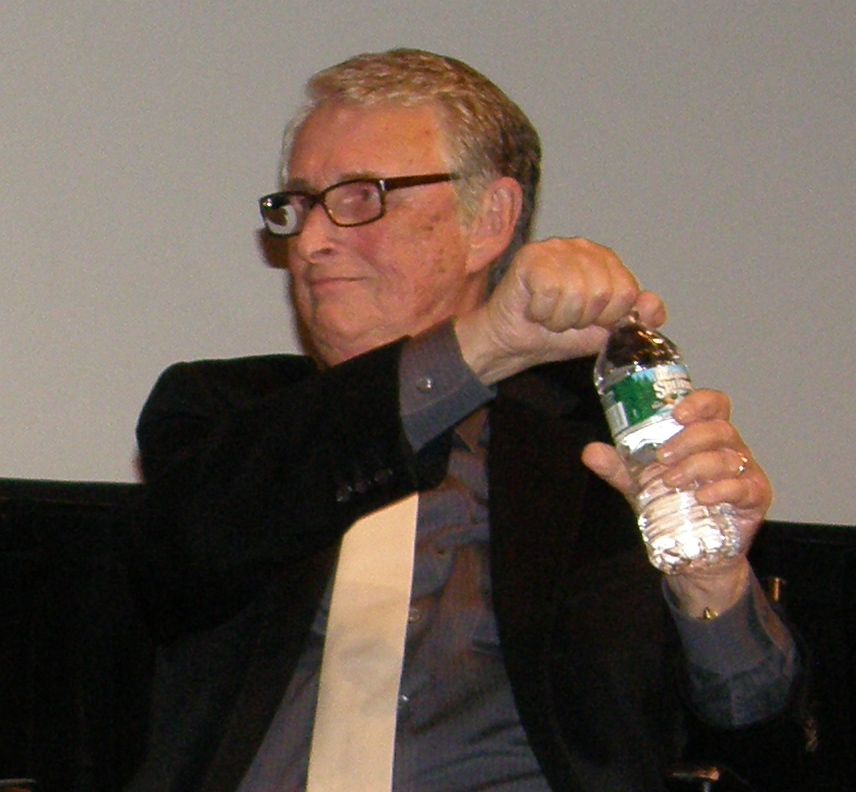
Mike Nichols (2010)

Mike Nichols (* 6. November 1931 in Berlin als Michail Igor Peschkowsky; † 19. November 2014 in New York) war ein US-amerikanischer Regisseur, Produzent und Schauspieler, der sowohl im Film, als auch im Theater und Fernsehen tätig war. Nichols zählt zu den wenigen Künstlern, die Emmy, Grammy, Oscar und Tony Award gewonnen haben (EGOT). 
Zu seinen bekanntesten Werken zählen sowohl sein Filmdebüt Wer hat Angst vor Virginia Woolf? (1966), sowie sein Nachfolgewerk Die Reifeprüfung (1967)

## Leben
Mike Nichols wurde als Sohn jüdischer Eltern in Berlin geboren. Sein Vater Pawel Nikolajewitsch Peschkowsky, ein Arzt, war nach der Oktoberrevolution aus Russland emigriert, seine Mutter Brigitte Landauer war die zweite Tochter von Hedwig Lachmann und Gustav Landauer. In den Jahren 1938 bis 1940 emigrierte die Familie aus Deutschland, und sein Vater eröffnete eine Arztpraxis am Central Park in New York. Er nannte sich fortan Paul Nichols und starb 1943. Mike studierte ab 1950 zunächst Psychologie in Chicago, interessierte sich aber auch zunehmend für Theater und Varieté.
Mit Elaine May gründete Nichols in den späten 1950ern eine Comedy-Gruppe, deren Humor geprägt war von den (Miss-)verhältnissen zwischen Mann und Frau und der satirischen Betrachtung gesellschaftlicher Probleme. Mit ihrem Programm schafften sie es bis zum Broadway. 1962 trennten sie sich. Nichols blieb jedoch dem Broadway als Autor und Regisseur verbunden und konnte mit Stücken wie Barefoot in the Park, Luv und The Odd Couple – Ein seltsames Paar einige Publikumserfolge vorweisen.
Bereits sein Debüt als Filmregisseur mit Wer hat Angst vor Virginia Woolf? mit Richard Burton und Elizabeth Taylor brachte Nichols 1966 eine Oscar-Nominierung in der Kategorie „Beste Regie“ ein. Zwei Jahre später konnte er die beliebte Trophäe auch gewinnen – als Regisseur des Filmes Die Reifeprüfung, der auch Dustin Hoffman zum Star machte. Von Kritikern wurde er inzwischen als Starregisseur gefeiert und als Mitbegründer der New-Hollywood-Ära betrachtet.
In den 1970ern konnte Nichols an diese Erfolge nicht mehr anknüpfen – Filme wie Catch-22 – Der böse Trick von 1970 (beruhend auf dem Roman Catch-22 von Joseph Heller) und Die Kunst zu lieben von 1971 waren nur mäßig erfolgreich an den Kinokassen und spalteten die Kritik.
Nichols konzentrierte sich zunehmend auf das Produzieren von Broadway-Stücken und Fernsehserien und nahm immer seltener auf dem Regiestuhl Platz. Zu seinen Erfolgen als (Mit-)Produzent gehört die Fernsehserie Eine amerikanische Familie.
In den 1980ern drehte Nichols verschiedene Filme, die zwar bei den Kritikern großen Erfolg hatten, an den Kinokassen aber nicht durchweg ihr Geld wieder einspielen konnten. In dreien dieser Filmen setzte er Meryl Streep in Szene (Silkwood, Sodbrennen und Grüße aus Hollywood). Als großer Erfolg erwies sich hingegen die starbesetzte Komödie Die Waffen der Frauen. Auch in den 1990ern hatte Nichols unterschiedliches Glück bei der Auswahl seiner Filme. Während die Komödie The Birdcage – Ein Paradies für schrille Vögel mit Robin Williams und Gene Hackman in den Hauptrollen 1995 ein Erfolg an den Kinokassen war, wurden der Werwolf-Film Wolf – Das Tier im Manne und die Sex-Klamotte Good Vibrations – Sex vom anderen Stern herbe Flops.
Nichols gilt als Entdecker von Whoopi Goldberg, mit der er ab Oktober 1984 eine eigene Show am Broadway startete.
Danach konzentrierte sich Nichols wieder auf das Theater und konnte schließlich mit zwei Theater-Verfilmungen spektakuläre Erfolge feiern: 2003 erhielt die Miniserie Angels in America zahlreiche Preise, darunter allein elf Auszeichnungen (bei 21 Nominierungen) bei den Emmy-Awards.
Auch Nichols Drama Hautnah basierte auf dem gleichnamigen Theaterstück. Stück und Spielfilm waren wegen ihrer drastischen Dialoge umstritten, erreichten aber viele Zuschauer.
Mike Nichols war viermal verheiratet: von 1957 bis 1960 mit Patricia Scott und von 1963 bis 1974 mit Margo Callas, mit der er die Tochter Daisy (* etwa 1964) hatte; von 1975 bis 1986 war er mit Annabel Davis-Goff (* 1942) verheiratet, mit der er zwei weitere Kinder bekam, Max (* 1974) und Jenny (* 1977); seit dem 29. April 1988 bis zu seinem Tod war er in vierter Ehe mit der Fernsehjournalistin Diane Sawyer verheiratet. Er starb am 19. November 2014 in Manhattan im Alter von 83 Jahren.
Nichols ist einer der wenigen Menschen, die alle vier großen Preise in der US-amerikanischen Unterhaltungsindustrie (Oscar, Emmy, Tony, Grammy Award) erhalten haben. Im Oktober 2009 wurde ihm der AFI Life Achievement Award zugesprochen, den er im Sommer 2010 überreicht bekam.

## Filmografie (Regie)
- 1966: Wer hat Angst vor Virginia Woolf? (Who’s Afraid of Virginia Woolf?)
- 1967: Die Reifeprüfung (The Graduate)
- 1968: Teach Me! (Kurzfilm)
- 1970: Catch-22 – Der böse Trick (Catch 22)
- 1971: Die Kunst zu lieben (Carnal Knowledge)
- 1973: Der Tag des Delphins (The Day of the Dolphin)
- 1975: Mitgiftjäger (The Fortune)
- 1980: Gilda Live
- 1983: Silkwood
- 1986: Sodbrennen (Heartburn)
- 1988: Biloxi Blues
- 1988: Die Waffen der Frauen (Working Girl)
- 1990: Grüße aus Hollywood (Postcards from the Edge)
- 1991: In Sachen Henry (Regarding Henry)
- 1994: Wolf – Das Tier im Manne (Wolf)
- 1996: The Birdcage – Ein Paradies für schrille Vögel (The Birdcage)
- 1998: Mit aller Macht (Primary Colors)
- 2000: Good Vibrations – Sex vom anderen Stern (What Planet Are You From?)
- 2001: Wit (Fernsehfilm)
- 2003: Engel in Amerika (Angels in America, Fernsehserie)
- 2004: Hautnah (Closer)
- 2007: Der Krieg des Charlie Wilson (Charlie Wilson’s War)

## Theaterarbeit (Regie, Auswahl)
- 1988: Waiting for Godot von Samuel Beckett, im Lincoln Center Theater in Manhattan, New York City.[6]
- 2004: Monty Python’s Spamalot von John Du Prez und Eric Idle, Uraufführung im Sam Shubert Theatre in Chicago und 2005 am Broadway in New York City.

## Auszeichnungen
- 1961: Grammy für die beste Comedy-Performance
- 1966: Oscar-Nominierung als bester Regisseur für Wer hat Angst vor Virginia Woolf?
- 1968: Oscar als bester Regisseur für Die Reifeprüfung
- 1968: DGA Award
- 1977: Emmy-Nominierung für Eine amerikanische Familie (Fernsehserie)
- 1984: Oscar-Nominierung als bester Regisseur für Silkwood
- 1989: Oscar-Nominierung als bester Regisseur für Die Waffen der Frauen
- 1999: Aufnahme in die American Academy of Arts and Sciences
- 2001: Emmy für Wit (Fernsehfilm)
- 2001: National Medal of Arts
- 2003: Kennedy-Preis
- 2004: Emmy für Angels in America (Fernsehminiserie)
- 2004: DGA Lifetime Achievement Award
- 2010: AFI Life Achievement Award
- 2012: Tony Award für Tod eines Handlungsreisenden